# Upsilon2 Hydrae
Pour les articles homonymes, voir Upsilon Hydrae.
Désignations
Upsilon2 Hydrae (en abrégé υ2 Hya) est une étoile de la constellation de l'Hydre. Elle est visible à l'œil nu avec une magnitude apparente de 4,59. L'étoile présente une parallaxe annuelle de 10,40 mas mesurée par le satellite Hipparcos, ce qui indique qu'elle est distante d'environ ∼ 314 a.l. (∼ 96,3 pc) de la Terre. Elle s'éloigne du Système solaire à une vitesse radiale d'environ +24 km/s.
Upsilon2 Hydrae est une étoile bleu-blanc de la séquence principale de type spectral B8V. Les modèles d'évolution stellaire utilisés par Zorec et Royer (2012) indiquent que l'étoile est à 79 % de sa vie sur la séquence principale. Des classifications plus anciennes donnaient un type spectral de B9III-IV, ce qui suggérait une étoile plus évoluée en train de devenir une géante. Son âge est estimé à 97 millions d'années et elle est 3,3 fois plus massive que le Soleil. L'étoile apparaît tourner sur elle-même à une vitesse de rotation projetée de 58 km/s. Son rayon est environ 3,2 fois plus grand que le rayon solaire, elle est 182 fois plus lumineuse que le Soleil et sa température de surface est de 11 758 K.
Upsilon2 Hydrae est répertoriée comme une variable suspectée avec une variation d'une amplitude de 0,03 magnitude, mais l'analyse de la photométrie du satellite Hipparcos montre que sa magnitude est stable.